# Ítamos
Ítamos är ett berg i Grekland.   Det ligger i prefekturen Nomós Kardhítsas och regionen Thessalien, i den centrala delen av landet, 210 km nordväst om huvudstaden Aten. Toppen på Ítamos är 1 463 meter över havet.
Terrängen runt Ítamos är kuperad åt nordost, men åt sydväst är den bergig.Runt Ítamos är det glesbefolkat, med 10 invånare per kvadratkilometer. Närmaste större samhälle är Mitrópoli, 15,0 km norr om Ítamos. I omgivningarna runt Ítamos växer i huvudsak blandskog.